# Tahuatarall
Tahuatarall (Gallirallus roletti) är en förhistorisk utdöd fågel i familjen rallar inom ordningen tran- och rallfåglar.

## Förekomst
Fågeln beskrevs 2007 utifrån subfossila lämningar funna på ön Tahuata i Marquesasöarna. Arkeologiska utgrävningar på platsen tidsbestäms till ungefär tusen år sedan, när människan relativt nyligen bosatt sig på ön. 

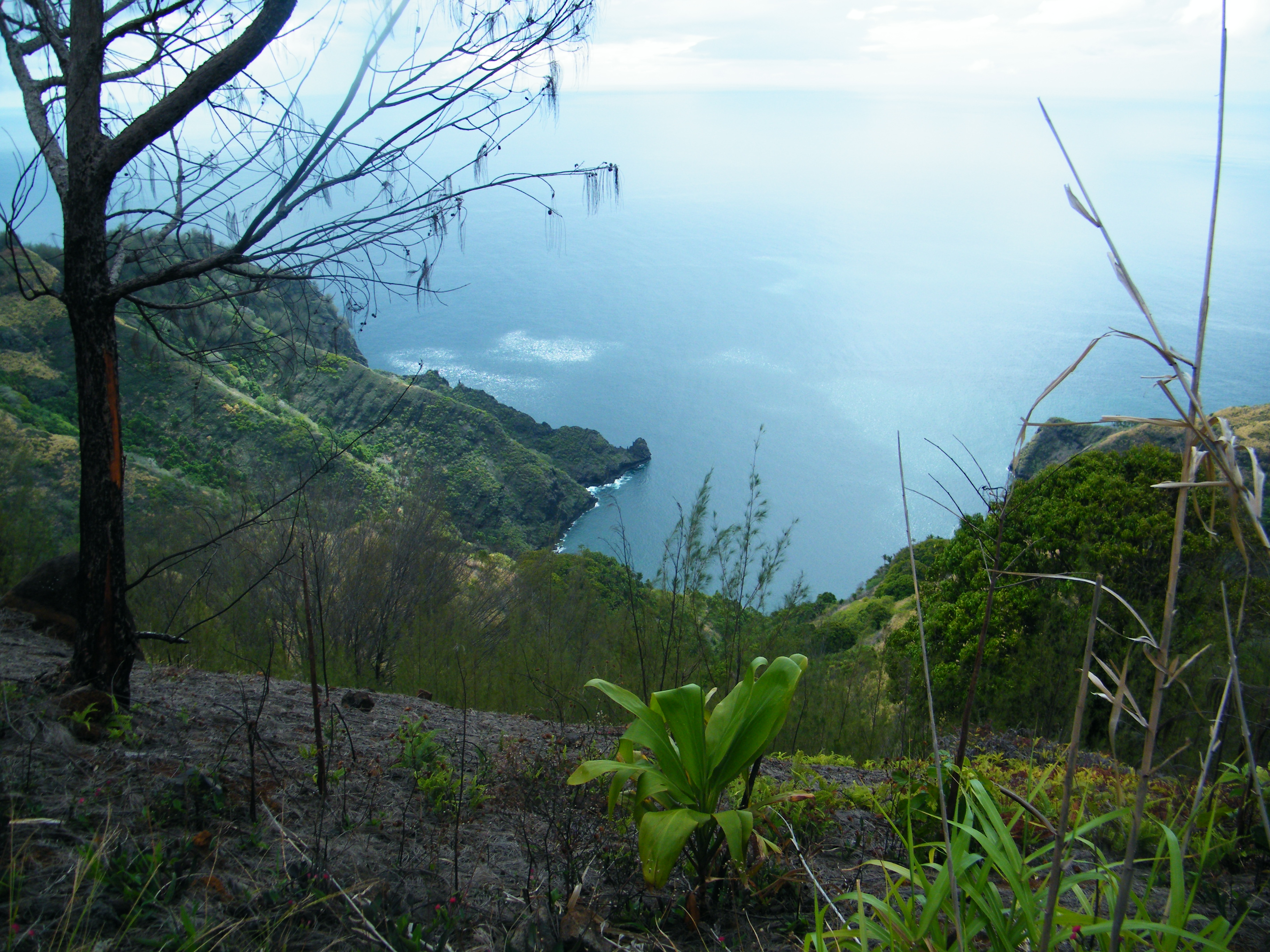
Utsikt från ön Tahuata, där rallens benlämningar är funna.

## Beskrivning
Tinianrallen var en medelstor rall, mindre än rostbandad rall. Den har proportionellt kortare vingar, vilket tyder på att den var flygoförmögen, dock inte i samma utsträckning som exempelvis wakerallen. 

## Namn
Arten har fått sitt vetenskapliga namn efter upptäckaren Barry Rolett.